# Jesper Grønkjær
Jesper Grønkjær (ur. 12 sierpnia 1977 w Nuuk na Grenlandii) – duński piłkarz występujący najczęściej na pozycji skrzydłowego.

## Kariera klubowa
Jesper Grønkjær jako junior podjął treningi w jednym z młodzieżowych zespołów klubu Thisted FC. Zawodową karierę rozpoczynał w 1995 roku w Aalborg BK, gdzie od razu wywalczył sobie miejsce w podstawowej jedenastce. W debiutanckim sezonie rozegrał 29 ligowych meczów i razem z drużyną zajął piąte miejsce w tabeli duńskiej pierwszej ligi. Wystąpił także w rozgrywkach Ligi Mistrzów 1995/1996, w których Aab zajęło jednak ostatnie miejsce w swojej grupie. Dla zespołu z Aalborga Grønkjær zaliczył łącznie 96 występów w lidze i strzelił w nich dziesięć bramek.
W październiku 1997 roku duński zawodnik za trzy i pół miliona funtów trafił do holenderskiego Ajaksu Amsterdam, jednak do klubu dołączył dopiero w lipcu 1998 roku. W sezonie 1998/1999 Grønkjær w Eredivisie rozegrał 25 meczów i zdobył osiem bramek, a więcej trafień zaliczyli tylko Jari Litmanen oraz Benny McCarthy. Ajax zdobył wówczas Puchar Holandii, co było pierwszym sukcesem Grønkjæra w profesjonalnej karierze. Następnie Duńczyk został wybrany przez kibiców klubu najlepszym zawodnikiem Ajaksu rozgrywek 1999/2000.
W październiku 2000 roku piłkarz ten za siedem i pół miliona funtów odszedł jednak do Chelsea, dzięki czemu stał się najdroższym duńskim piłkarzem w historii. Od stycznia 2001 roku był jednak wykluczony z gry z powodu kontuzji. Na Stamford Bridge Grønkjær spędził cztery lata, lecz z powodu nierównej formy często był krytykowany przez kibiców oraz trenera Chelsea – Claudio Ranieriego. W ostatnim meczu sezonu 2002/2003 z Liverpoolem Chelsea po dwóch trafieniach Duńczyka zwyciężyła 2:1 i zapewniła sobie czwarte miejsce w ligowej tabeli, co dało jej możliwość gry w eliminacjach do Ligi Mistrzów. W barwach „The Blues” Grønkjær rozegrał łącznie 88 spotkań w Premier League i zdobył siedem goli.
W letnim okienku transferowym w 2004 roku duński gracz za nieco ponad trzy miliony euro przeszedł do Birmingham City, a w jego miejsce do Chelsea sprowadzony został Scott Parker. W Birmingham były piłkarz Aalborg BK jednak zawiódł i jeszcze w styczniu 2005 roku za dwa i pół miliona funtów został sprzedany do Atlético Madryt. Razem z nowym klubem uplasował się na jedenastej pozycji w Primera División, jednak w szesnastu występach ani razu nie udało mu się wpisać na listę strzelców. Latem duński pomocnik podpisał kontrakt z VfB Stuttgart, gdzie grał między innymi u boku swojego rodaka – Jona Dahla Tomassona. Pod wodzą Giovanniego Trapattoniego Stuttgart zajął dziewiąte miejsce w tabeli Bundesligi, a po zakończeniu sezonu Grønkjær postanowił zmienić klub.
Ostatecznie powrócił do kraju i trafił do FC København. Jako nowy zawodnik tego klubu został zaprezentowany 23 czerwca 2006 roku. We wrześniowym meczu z Benficą doznał jednak kontuzji pachwiny i do gry powrócił dopiero w listopadzie na spotkanie Pucharu Danii przeciwko Esbjerg fB. 6 grudnia Grønkjær w wygranym 3:1 wyjazdowym pojedynku z Celtikiem strzelił swoją drugą w karierze bramkę w rozgrywkach Champions League. W 2011 roku zakończył karierę.
W kwietniu 2024 roku został członkiem Klubu Legend FC Kopenhagi.

## Kariera reprezentacyjna
Grønkjær ma za sobą występy w młodzieżowych reprezentacjach Danii. Grał w drużynach do lat 16, 17, 19 oraz 21, dla których łącznie w 64 meczach strzelił 26 bramek.
W seniorskiej kadrze zadebiutował 27 marca 1999 roku w przegranym 1:2 spotkaniu przeciwko Włochom. Następnie Bo Johansson powołał go do 23-osobowej kadry na Euro 2000, na których Duńczycy odpadli już w rundzie grupowej. Pierwszą bramkę dla drużyny narodowej Grønkjær zdobył 25 kwietnia 2001 roku, kiedy to Dania wygrała 3:0 ze Słowenią. W 2002 roku wychowanek Aalborg BK znalazł się w kadrze Mortena Olsena na mistrzostwa świata. Na boiskach Korei Południowej i Japonii w 1/8 finału Duńczycy zostali wyeliminowani przez Anglików, z którymi przegrali 0:3. Kolejnym wielkim turniejem w karierze Grønkjæra były Mistrzostwa Europy 2004. Tym razem „Gang Olsena” dotarł do ćwierćfinału, w którym lepsi okazali się Czesi. Na Euro były zawodnik Chelsea strzelił jedną bramkę w pojedynku przeciwko Bułgarii, kiedy to w 92. minucie ustalił wynik meczu na 2:0. 18 sierpnia 2004 roku Grønkjær zaliczył swój 50 występ dla reprezentacji swojego kraju, a Duńczycy pokonali Polaków 5:1. Obecnie zawodnik ten ma na koncie 80 meczów dla zespołu narodowego i pięć goli.